# Segura (Spagna)
Segura è un comune spagnolo di 1 469 abitanti situato nella comunità autonoma dei Paesi Baschi.

## Società

### Evoluzione demografica
Abitanti censiti

### Lingue e dialetti
Il dialetto basco locale appartiene alla variante gipuzkoana. Nel 2016, l'83,7% della popolazione era euskaldun ("basconfona").